# PL-2 (ミサイル)
PL-2は中華人民共和国空軍が装備する短距離空対空ミサイル。

## 特徴
サイドワインダーの模倣であるR-3をライセンス生産したもので多くの機構が初期のサイドワインダーと似ている。
1961年3月30日にモスクワで技術移転、及び、ライセンス生産の契約が交わされた。012基地等で生産された。1983年までに合計2,950発が生産された。
ミサイルは赤外線パッシブ誘導で航空機はミサイルを発射した後に追尾が不要なため回避が可能(ファイア・アンド・フォーゲット)だが、高温の排気口の見える後部からの攻撃のみ可能で妨害にも弱いため現代の空中戦には適さない。

## 派生型
- PL-2
  - PL-2A：最大高度21,000m、ミサイルの全長が2.50m、ミサイルの重量を60kgに軽量化した派生型
  - PL-2B：最大射程が10km、最小射程が1,300m、最大高度が21,500m、全長が2.99m、翼幅が529 mm、重量が76 kgのミサイルの改良型。
  - PL-2-15：最大高度23,000m、長さ2.15m、ミサイルの重量67kg
  - PL-2-519：最大高度21,300m、最低発射高度500m、最小射程2,700m、最大射程6㎞、長さ2.90m、重量152.8 kg
  - PL-2J-72：最大高度21000m、全長2.80m、重量53kg
- PL-3
- PL-5

## 運用機
- MiG-21

等